# Prosper-Abbeville Tillette de Mautort de Clermont-Tonnerre
Prosper-Abbeville Tillette, chevalier de Mautort et de Clermont-Tonnerre, né le 4 décembre 1789 à Abbeville où il est mort le 7 décembre 1859, est un militaire et homme politique français.

## Biographie
Fils de Jean-Baptiste Adrien Tillette, seigneur de Mautort, capitaine au corps royal d'artillerie, chevalier de Saint-Louis, mayeur d'Abbeville (1789), président du district d'Abbeville (1790), et de Louise Adélaïde Elisabeth de Clermont-Tonnerre, il reçoit à son baptême comme prénom, le nom de la ville dont son père était le premier magistrat.
Il est adopté en 1816 par son oncle maternel, le général comte de Clermont-Tonnerre de Thoury. Amateur de botanique, il s'occupe d'agriculture et de sciences naturelles. il devient président de la Société linnéenne du Nord.

### Carrière militaire
Il devient élève commissaire des guerres à la garde impériale en 1808, s'engage l'année suivante, fait dans la Grande armée les campagnes d'Autriche, de Russie et de Saxe.
Maintenu à l'activité comme capitaine sous la Restauration, il sert comme lieutenant dans la 1re compagnie des mousquetaires en 1814 et fait partie de l'armée royale commandée par le duc de Berry en Belgique en 1815. Il démissionne de l'armée en 1818.

### Carrière politique
Il commence sa carrière politique en étant maire de Cambron de 1826 à 1848.
De 1836 à 1846, il préside le comice agricole de l'arrondissement d'Abbeville.
Élu, le 9 juillet 1842, député du 4e collège de la Somme, contre Renouard, il prend place dans l'opposition de droite, et vote contre l'indemnité Pritchard et pour toutes les propositions libérales.
Il ne se représente pas aux élections générales du 1er août 1846, mais il est élu, le 23 avril 1848, représentant de la Somme à l'Assemblée constituante. il vote alors pour le bannissement de la famille d'Orléans, et les poursuites contre Louis Blanc, pour la constitution, pour la proposition Rateau, contre l'amendement Grévy.
Non réélu à la Législative, en mai 1849, il devient, après le coup d'État de 1851, candidat du gouvernement au Corps législatif. Il est élu, comme tel, dans la 2e circonscription de la Somme, le 29 février 1852 puis réélu le 22 juin 1857. De janvier à août 1852, il est également maire d'Abbeville.
Il ne cesse de siéger dans la majorité dévouée aux institutions impériales, et meurt au cours de la législature. Il est remplacé, le 8 janvier 1860, par Roger-Adrien de Riencourt.

### Distinctions
- chevalier de la Légion d'honneur (mars 1815) ;
- chevalier de Saint Jean de Jérusalem (1818).

### Mariage et descendance
Il épouse Jeanne Julienne Rouault (Saint Méloir des Ondes, 14 septembre 1800 - Seux, 3 janvier 1878), fille de François Rouault et de Françoise Rouault. Dont quatre enfants :
- Louis Tillette de Clermont Tonnerre, Saint-Cyrien, officier d'infanterie, maire de Cambron (Abbeville, 16 mars 1822 - Abbeville, 25 juin 1903), marié en 1850 avec Noémi Boucher de Crèvecœur (1830-1879), dont postérité ;
- Eugénie Tillette de Clermont Tonnerre (Abbeville, 11 janvier 1825 - Neuilly sur Seine, 21 juillet 1858), mariée en 1845 avec Louis Adrien Louvel d'Ault du Mesnil (1820-1891), dont postérité ;
- Adrien Tillette de Clermont Tonnerre (Cambron, 30 juin 1827 - Cambron, 20 mars 1847) ;
- Pauline Elisabeth Tillette de Clermont Tonnerre (Cambron, 25 janvier 1831 - Abbeville, 6 juillet 1851)[2].